# 在家仏教こころの会
在家仏教こころの会（ざいけぶっきょうこころのかい）は、霊友会の設立者である久保角太郎の子である久保継成によって設立された、霊友会系教団である。
父、久保角太郎が霊友会を創立した時の理念であった「在家による法華経の菩薩行の実践とその普及」をより理想的な形で実現する為に、久保継成・久保克児らを中心に霊友会の改革派の会員達と共に、2004年Inner Trip REIYUKAI Internationalとは別団体として創立された。本部は霊友会発祥の地である東京都港区元赤坂1-7-10に所在。

## 設立者
- 久保継成

## 教義
在家による法華経の菩薩行の実践の一環として、自分に繋がる父母双系の先祖の供養を奨励する。それは、旧来の男系中心の家制度に基づく儒教的な影響を受けた日本の伝統的祖先崇拝とは、発想を異にするもので、自分という存在を縁起観で捕らえ直す純仏教的な修行の一環として位置づけられるものである。
自分という存在は、父親に繋がる命の流れと母親に繋がる命の流れの合流点にあり、性格面でも肉体面でも双方の影響を受けており、父方・母方双方の先祖代々のDNAもすべて引き継いでいる。そのような、時間的な因と縁との無限の繋がりの中で自分という存在をとらえ直そうとするのが久保角太郎が創立した霊友会の先祖供養の本来の趣旨であり、それを在家仏教こころの会では忠実に踏襲している。
霊友会における先祖供養つまり父母双系の先祖に向かって法華経を読誦するという行為は、大きな意味での自分自身に対して経を聞かせるのと同義になるとされる。と同時に、先祖を他者として考えた場合も、自分と同じく先祖一人一人も仏道に導かれるべき衆生であり、自ら読誦する法華経を共に聞くことによって、共に仏道に目覚めて行くことが意図されており、いわゆる菩薩行の一環としての側面を持つ。つまり、先祖に思いを馳せる事は、自分自身のあり方を理解する事につながり、彼らを仏道に誘う事は、自分自身が仏道に目覚めていくことと表裏一体の関係になるのである。
このような菩薩行としての「先祖供養」に加え、日常生活において日々触れ合う他者との関係性にも、自己のあり方が反映されていることを認識し、そこから学び反省し自らの行動を変革する事によって、それらの関係性をよりよいものにしていくことが期待される。経の読誦はそのような内省と「気付き」の為の時間としても重視される。
また、そのような自らの「気付き」と変革の努力の成果を、他者とも分かち合う事によって、他者にも、それぞれの「気付き」を誘発し、それが彼らに関係する他者の「気付き」を誘発するという「悟りの連鎖」の輪が広がることが、期待される。
このように、在家仏教こころの会が踏襲する久保角太郎の創案した修行体系は、自らの悟りと他者の悟りを同時に希求するという法華経が唱導した「菩薩行」を実現するものであり、先祖の供養も含めてすべての活動が菩薩行の一環として位置づけられるものであるとされる。

## 現代的課題との取り組み
在家仏教こころの会においては、日常の実生活における、人間相互の開かれた意思の疎通と相互理解の重要性が強調される。特にあらゆる人間関係の始点と位置づけられる家族間における心底からの意思の疎通と相互理解の確立が、現代人の疎外状況を解消するのに不可欠であるとされている。
また、定期的な活動として、会員・非会員を問わず誰でも自由に参加出来る「つどい」が会員宅または公共の場を使用して各地で行われている。そこでは参加者各自が「自分を語る」という趣旨で、ありのままの今の自分を飾らずに自由に語り合い、そのことを通じて相互の理解が深められるだけでなく、各人自身の心のありようを自分自身で言語化すること通じて、それが意識化され、その「気付き」によって自身の問題点に対する対処の仕方を自ら見出していく事ができるとされている。
また、そのような「自分を語る」という生き方を日常生活のあらゆる人間関係において実践する事によって、他者にも「自分を語る」機会を提供する事になり、それによってその人自身の「気付き」を促す事にも繋がるとされる。
自己防衛的外交辞令によって自我を保護し、自身の自由を束縛する事に繋がる濃密な人間関係を忌避しようという傾向にある現代の希薄な人間関係は、同時に自我の孤立と疎外をもたらすことに繋がっているが、在家仏教こころの会の上記のような試みは、自ら進んで自身の「心のバリアー」をとりはらい、その姿勢が他者にも伝播して、本来の人間的な暖かい人間関係を現代社会の中で再構築していこうとする斬新な試みとして、注目に値する。

## 沿革
- 2004年（平成16年）8月27日Inner Trip REIYUKAI Internationalから独立し、在家仏教こころの会と公称する。
- 2004年（平成16年）11月18日在家仏教こころの会発会式を開催。